# Castrillo de la Valduerna
Castrillo de la Valduerna is een gemeente in de Spaanse provincie León in de regio Castilië en León met een oppervlakte van 23,51 km². Castrillo de la Valduerna telt 180 inwoners (1 januari 2016).

## Demografische ontwikkeling
Bron: INE, 1857-2011: volkstellingen
Opm.: Tot 1857 behoorde Castrillo de la Valduerna tot de gemeente Destriana